# Roger Wets
Roger Jean-Baptiste Wets (* 20. Februar 1937 in Uccle) ist ein belgischer Mathematiker.

## Ausbildung und Karriere
Wets machte 1961 einen Abschluss (Lizenziat) in Wirtschaft an der Universität Brüssel, wobei er 1955 bis 1960 im Familienbetrieb (Kartonage) arbeitete, und wurde 1965 bei George Dantzig und David Blackwell an der University of California, Berkeley, promoviert (Programming under Uncertainty). 1964 bis 1970 war er an den Boeing-Forschungslaboratorien, war 1970 bis 1972 Ford Professor für Mathematik an der University of Chicago und danach an der University of Kentucky. 1980 bis 1984 war er am International Institute for Applied Systems Analysis (IIASA) in Laxenburg als Projektleiter (und auch 1985 bis 1987) und ab 1984 Professor an der University of California, Davis, wo er Distinguished Professor wurde.
Er war auch am IBM Thomas J. Watson Research Center und arbeitete für die Weltbank. 1966 war er Gastdozent an der University of Washington, 1969 am Institut national de recherche en informatique et en automatique (INRIA) in Paris und 1970 am Centre de Recherches Mathématiques in Montreal. Ab den 1990er Jahren unterrichtete er auch an der Universität in Chile.
Er arbeitete seit Mitte der 1960er Jahre mit Ralph Tyrrell Rockafellar in stochastischer Programmierung zusammen und entwickelt mit ihm in den 1980er Jahren den progressive hedging Algorithmus und forschte über konvexe Analysis (metrische Theorie der Konvergenz von Epigraphen). Daneben verfolgte er Anwendungen in der Flugzeugindustrie, Telekommunikation, Finanzwirtschaft, Ökologie (Wasser-Ressourcen u. a.), Industrie und im Energiebereich.
1981/82 war er Guggenheim Fellow.

## Preise und Ehrungen
- 1994: George-B.-Dantzig-Preis
- 1997: Frederick-W.-Lanchester-Preis[3]
- 2003: Ehrendoktor der Universität Wien
- 1993: Aufnahme in die Ukrainische Akademie der Wissenschaften

## Schriften
- mit Rockafellar: Variational Analysis, Springer Verlag 1998, 2009